# Brescia Calcio
Brescia Calcio foi uma agremiação esportiva italiana com sede na comuna de Bréscia.

## História
A equipe foi fundada em 1911 como Brescia Football Club, jogou a Terceira Divisão no mesmo ano. Em 1913, foi promovido a Série B pela primeira vez, e em 1929, jogou na Serie A em seis das sete temporadas seguintes. Sucessivamente, o clube jogou entre as duas divisões principais, até 1982, quando desceu para a Serie C1. O clube voltou à Série B em 1985. Ganhou a Torneio Anglo-Italiano em 1994, a maior conquista notável em toda a sua história até então. No entanto, o Brescia ganhou notoriedade apenas em 2000, quando o clube assinou com Roberto Baggio, que levou o Brescia ao surpreendente sétimo lugar na Serie A em 2000-01, o melhor resultado durante todo o seu tempo na Serie A, sendo assim qualificada para a Taça Intertoto. Sucessivamente, o Brescia chegou à final da Taça Intertoto, mas em seguida, perdeu para o Paris Saint-Germain. Roberto Baggio, um dos maiores jogadores da história do clube, encerrou sua carreira de futebolista em 2004, após quatro anos defendendo as cores do Brescia e, durante esses quatro anos históricos, o clube se tornou amplamente conhecido como "Brescia Baggio". A camisa 10 foi aposentada em homenagem a Roberto Baggio, que encerrou sua carreira no clube. A camisa 13 também foi aposentada, em homenagem a Vittorio Mero, que faleceu após um grave acidente automobilístico. No entanto, na temporada seguinte que se seguiu a aposentadoria de Roberto Baggio, 2004-05, o Brescia foi novamente rebaixado para a Série B, terminando no humilde 19° lugar. O Brescia lutou para voltar à Serie A após o rebaixamento e finalmente retornou à Serie A depois de vencer o Torino com um agregado de 2-1 na temporada 2009-10.
Em 2025, o Brescia entrou com um pedido de falência por causa de uma dívida de três milhões de euros não paga pelo empresário Massimo Cellino, proprietário do clube. 

## Uniformes
| 1º Uniforme | 2º Uniforme | 3º Uniforme | 4º Uniforme |

## Títulos
| Nacionais | Nacionais                                | Nacionais | Nacionais                          |
|           | Competição                               | Títulos   | Temporadas                         |
| --------- | ---------------------------------------- | --------- | ---------------------------------- |
|           | Campeonato Italiano de Futebol - Série B | 4         | 1964-65, 1991-92, 1996-97, 2018-19 |
| Itália    | Campeonato Italiano - Serie C            | 1         | 1938-39 (Grupo C)                  |
| Itália    | Campeonato Italiano - Serie C1           | 1         | 1984-85 (Grupo A)                  |

## Recordes Individuais

Escudo anterior do Brescia Calcio

| - Maiores Artilheiros Andrea Caracciolo (153 gols) Virginio De Paoli (102 gols) - Melhor Atacante na Serie A Roberto Baggio (45 gols) - Melhor Atacante em 1ª Temporada na Serie A Dario Hübner (17 gols) - Jogador com mais partidas Stefano Bonometti (420 partidas) Egidio Salvi (397 partidas) - Jogador com mais partidas na Serie A Giuseppe Peruchetti (196 partidas) |

Atualizado até 20 de dezembro de 2020.
| - 421 it: Stefano Bonometti (1978-1989, 1990-1996) - 401 it:Egidio Salvi (1963-1968, 1969-1980) - 400 Andrea Caracciolo (2001-2002, 2003-2005, 2008-2011, 2012-2018) - 327 it:Carlo Albini (1935-1949) - 281 Antonio Filippini (1995-2004, 2010-2011) - 277 Marco Zambelli (2003-2015) - 264 Luigi Cagni (1969-1978) - 260 it:Luigi Brotto (1959-1970) - 260 it:Virginio De Paoli (1961-1966, 1968-1972) - 247 it:Alberto Fumagalli (1960-1969) |

| - 173 Andrea Caracciolo (2001-2002, 2003-2005, 2008-2011, 2012-2018) - 102 it:Virginio De Paoli (1961-1966, 1968-1972) - 84 it:Luigi Giuseppe Giuliani (1929-1931, 1933-1934) - 75 Dario Hübner (1997-2001) - 71 it:Tullio Gritti (1982-1987, 1988-1989) - 58 it:Davide Possanzini (2005-2011) - 51 it:Maurizio Neri (1993-1999) - 48 it:Ettore Bertoni (1946-1947, 1948-1950) - 48 it:Renato Gei (1938-1941, 1944, 1953-1955) - 45 Roberto Baggio (2000-2004) |

## Rivais
O maior rival do Brescia Calcio era a Atalanta Bergamasca Calcio. Também protagoniza rivalidade com Albinoleffe.

## Elenco atual
Atualizado em 4 de dezembro de 2024.
Legenda
- : Capitão
- : Jogador lesionado/contundido
- +: Jogador em fase final de recuperação
- +: Jogador que volta de lesão/contusão
- : Jogador suspenso

## Sedes e estádios

### Mario Rigamonti
É mais usado para receber partidas de futebol, e é a casa do time Brescia Calcio. Possui capacidade para receber 27.592 pessoas.